# Csík Csaba
Csík Csaba (Budapest, 1967. július 18.– ) magyar színész, dramaturg, dalszövegíró.

## Életpályája
1978–tól a Mafilm és a Magyar Televízió által foglalkoztatott gyermekszínész. Érettségi után színészi tanulmányait a Nemzeti Színház stúdiójában végezte, játszott a Veszprémi Petőfi Színházban, a József Attila Színházban és a Honvéd Kamaraszínházban, majd szabadúszó lett.  1992-től szinkronizál, a Kalocsai Színházban pedig megalakulása óta játszik. Első mesemusical-ét 1993-ban a Harlekin Bábszínház mutatta be, amelyet számos más dramatizáció illetve dalszövegírás követett.

## Filmjei és televíziós szereplései
- Utolsó előtti ítélet (1979)
- Iskolanyitogató (1980)
- Mis-más (1980)
- Idesüss (1980-82)
- Cimbora (1981)
- Kabala (1982)
- Ízig-vérig (2019)
- Jóban Rosszban (2019)

## Főbb színpadi szerepei
- Szigligeti Ede: Liliomfi – Liliomfi
- Thornton Wilder: A mi kis városunk – Joe Crowell
- Fjodor Mihajlovics Dosztojevszkij: Bűn és bűnhődés – Zamjotov
- Nóti Károly: Hippolyt, a lakáj – Hippolyt
- Henrik Ibsen: Nóra – Crogstad
- Ray Cooney: A miniszter félrelép – Titkár
- Görgey Gábor: Komámasszony, hol a stukker? – K. Müller

## Szinkronszerepek
- Mefisztó
- Adj rá kakaót!
- Dragon Ball Z – Bubu
- Yu-Gi-Oh! – Tristan
- Muppet bébik – Breki
- Phineas és Ferb – Baljeet
- Bia- Victor Gutierrez

## Rajzfilmdalok
- Balu kapitány kalandjai
- Juharfalvi történetek
- Lili, a virágangyal
- Cubix

## Dramatizációk
- Bálint Ágnes: Frakk, a macskák réme – Fogi Színház
- Fekete István: Vuk – Békés Megyei Jókai Színház
- Csukás István: Pom Pom meséi – Aranyszamár Színház
- Csukás István: A nagy ho-ho-horgász – Szabad Ötletek Színháza

## Dalszövegek
- Janikovszky Éva: Ha én felnőtt volnék – Rátkay Márton Zenés Műhely
- Szépség és a Szörnyeteg – Nektár Színház
- Aladdin – Szabad Ötletek Színháza
- Dr. Vitéz Miklós: Meseautó – Körúti Színház

## Teljes musical-ek
- Móra Ferenc: Kincskereső kisködmön – Harlekin Színház
- L. Frank Baum: Óz, a nagy varázsló – Körúti Színház
- Tersánszky Józsi Jenő: Misi mókus kalandjai – Pódium Színház
- Húsvéti tojást vegyenek! – Szabad Ötletek Színháza
- Itt járt Mátyás király – rockopera